# Grafična tablica
Gráfična táblica (angleško graphics tablet) je vhodna naprava, pri kateri z roko po ravni površini premikamo pero ali kazalec. Računalnik spremlja položaj peresa, kar uporabniku omogoča vnašanje risb ali diagramov, pisanja itd. Slika se ne prikazuje na sami napravi v novejših modelih oz. pri posebni izdaji, na drugih pa sliko vidimo na ekranu zaslonu. Grafično tablico pogosto uporabljamo s programi za obdelovanje fotografij, risanj, pisanje itd. 
Napredek pri prepoznavanju prostoročne pisave utegne uporabnost grafičnih tablic še povečati.